# Kôprová dolina (národní přírodní rezervace)
Kôprová dolina je národní přírodní rezervace v Tatranském národním parku na Slovensku. Jedná se o údolí Kôprovského potoka nacházející se na jižní, slovenské straně Vysokých Tater severně od Cesty svobody jež zahrnuje stejnojmennou dolinu. Vyznačuje se zajímavou příkrovovou stavbou pohoří a klasickou glaciální modelací Tater s mimořádně cenným komplexem morén pocházejících ze tří zalednění. V rezervaci se také nacházejí cenné subalpinské, alpinské až subnivální společenstva s množstvím vzácných taxonů. V minulosti bylo v Koprové dolině rozšířené hornictví. Vstup je povolen pouze po značených turistických stezkách.

## Poloha
Nachází se na rozhraní Západních a Vysokých Tater jižně od hlavního hřebene Vysokých Tater mezi horskými hřbety Liptovských kop a Kriváně. Na jihu dosahuje až k silnici 2. třídy II/537 mezi Tremi studničkami a Nadbanským. Nachází se v katastrálním území Štrbské Pleso města Vysoké Tatry v okrese Poprad v Prešovském kraji.

## Vyhlášení
Území bylo vyhlášeno v roce 1991 Slovenskou komisí pro životní prostředí na rozloze 3220,92 ha. Zároveň byl zaveden 5. stupeň ochrany. Ochranné pásmo nebylo stanoveno.